# IC 3174
IC 3174 — галактика типу Sab    R () у сузір'ї Діва.
Цей об'єкт міститься в оригінальній редакції індексного каталогу.